# Seznam litovskih šahistov
Seznam litovskih šahistov.

## Č
- Viktorija Čmilytė-Nielsen

## D
- Deimantė Daulytė

## K
- Aloyzas Kveinys

## M
- Vidmantas Mališauskas
- Vladas Mikėnas

## R
- Eduardas Rozentalis

## Š
- Šarūnas Šulskis

## Z
- Salomėja Zaksaitė